# Lutra nippon
La lontra giapponese (Lutra nippon Imaizumi e Yoshiyuki, 1989) era una specie di lontra del Vecchio Mondo dallo status tassonomico controverso che viveva in passato nelle isole giapponesi. Nel 1979 venne avvistata per l'ultima volta sull'isola di Shikoku.

## Descrizione
L'aspetto della lontra giapponese corrispondeva a quello della lontra comune. La lunghezza testa-tronco si aggirava intorno ai 90 centimetri, valore corrispondente a quello degli esemplari più grandi della sottospecie asiatica della lontra comune o leggermente superiore. La coda, al contrario, era notevolmente più lunga rispetto al corpo di quella della lontra comune: nella lontra giapponese corrispondeva al 60-70% della lunghezza del corpo, nella lontra comune solo al 53-60%. Altre differenze riguardavano la forma del rinario. La pelliccia era costituita da peli corti di colore variabile dal marrone scuro al grigio-brunastro con alcune zone di colore marrone chiaro. La parte ventrale era chiara, con i peli bianchi. La gola e la parte anteriore del collo erano beige, i peli nella zona del labbro superiore quasi bianchi.
Il riconoscimento come specie a parte, tuttavia, si basa principalmente sull'aspetto del cranio. Esso infatti differiva per il fatto di presentare una parte facciale relativamente grande e differiva da quello della lontra comune nella posizione delle singole aperture come il forame ovale e nelle proporzioni delle singole regioni del cranio l'una rispetto all'altra.

## Estinzione
In passato la lontra giapponese potrebbe essere stata ampiamente diffusa nelle isole giapponesi, ma scomparve da gran parte del Giappone sin dal periodo Meiji. Sulle isole di Honshu, Kyushu e Hokkaido venne avvistata per l'ultima volta tra il 1955 e il 1959. L'ultima osservazione ebbe luogo sull'isola di Shikoku, quando ne venne rinvenuto un esemplare morto. Le ricerche dell'animale effettuate negli anni '90 non ebbero successo.

## Biologia
Non sono disponibili informazioni sulle abitudini della lontra giapponese, ma si può presumere che non differissero in modo significativo da quelle della lontra comune.

## Tassonomia
Lo status della lontra giapponese come specie separata è controverso. Essa venne separata dalla lontra comune nel 1989 dagli zoologi giapponesi Imaizumi e Yoshiyuki e considerata come specie a parte. Mentre Wozencraft, ad esempio, in Wilson e Reeder (2005) segue questa visione, la IUCN considera lo status della lontra giapponese come incerto e la descrive come una popolazione della lontra comune.
Lo status di specie indipendente venne supportato nel 1996 da un confronto biomolecolare del gene mitocondriale per il citocromo b effettuato da Suzuki et al., durante il quale venne trovata una differenza del 3,6% nei nucleotidi in esame. Poiché tale differenza è maggiore di quella che intercorre tra la donnola siberiana (Mustela sibirica) e la donnola giapponese (Mustela itatsi), nonché maggiore della differenza minima nella corrispondente sequenza di DNA determinata in uno studio sulla filogenesi dei Mustelidi (minimo 3,5%), lo status di specie separata della lontra giapponese è stato confermato.